# Echemus
Genre
Synonymes
- Boreoechemus Lohmander, 1942

Echemus est un genre d'araignées aranéomorphes de la famille des Gnaphosidae.

## Distribution
Les espèces de ce genre se rencontrent en Asie, en Europe, en Afrique, en Australie et en Amérique du Sud.

## Liste des espèces
Selon World Spider Catalog (version 25.5, 26/01/2025) :
- Echemus almeriensis Barrientos, 2024
- Echemus angustifrons (Westring, 1861)
- Echemus caspicus Zamani, Chatzaki, Esyunin & Marusik, 2021
- Echemus chaetognathus (Thorell, 1887)
- Echemus chaperi Simon, 1885
- Echemus chebanus (Thorell, 1897)
- Echemus chialanus Thorell, 1897
- Echemus dilutus (L. Koch, 1873)
- Echemus erutus Tucker, 1923
- Echemus escalerai Simon, 1909
- Echemus ghecuanus (Thorell, 1897)
- Echemus inermis Mello-Leitão, 1939
- Echemus interemptor (O. Pickard-Cambridge, 1885)
- Echemus kaltsasi Chatzaki, 2019
- Echemus lacertosus Simon, 1907
- Echemus levyi Kovblyuk & Seyyar, 2009
- Echemus modestus Kulczyński, 1899
- Echemus orinus (Thorell, 1897)
- Echemus pictus Kulczyński, 1911
- Echemus plapoensis (Thorell, 1897)
- Echemus scutatus (Simon, 1880)
- Echemus sibiricus Marusik & Logunov, 1995
- Echemus viveki Gajbe, 1989

## Systématique et taxinomie
Ce genre a été décrit par Simon en 1878 dans les Drassidae.
Boreoechemus a été placé en synonymie par Tullgren en 1946.

## Publication originale
- Simon, 1878 : Les arachnides de France. Paris, vol. 4, p. 1-334 (texte intégral).